# ポル・ガルシア
ポル・ガルシア・テナ（Pol García Tena ,  1995年2月18日 - ）は、スペイン・カタルーニャ州バルセロナ県タラサ出身のプロサッカー選手。ポジションはDF。

## 来歴
2009年にRCDエスパニョールのカンテラに入団。翌2010年には、FCバルセロナの育成組織 ラ・マシアに入所するも、2011年にイタリアに渡り、ユヴェントスFCのプリマヴェーラに入所。後年になり、「FCバルセロナとユヴェントスFCの両チームのユースに在籍した選手」として注目された。
2012-13シーズンにトップチームに昇格するも、公式戦出場までには至らず、以降はセリエBのチームにローン移籍を繰り返すシーズンに終始した。
2018年7月12日、シント＝トロイデンVVと2年契約を締結。12月2日のロイヤル・アントワープFC戦で、トップリーグ初ゴールを決めた。
2021年2月1日、メキシコ・リーガMXのFCフアレスへ完全移籍。
2022年3月22日、CDルーゴに移籍し、2021-22シーズン終了までの短期契約を交わした